# 살차
살차(튀르키예어: salça)는 튀르키예 요리에 쓰이는 토마토 또는 고추 페이스트이다.

## 종류
"토마토 살차"라는 뜻의 도마테스 살차스(domates salçası)와 "고추 살차"라는 뜻의 비베르 살차스(biber salçası)가 있는데, 비베르 살차스는 다시 맵지 않은 단고추로만 만든 타틀르 비베르 살차스(tatlı biber salçası)와, 매운 고추를 첨가해 만든 아즈 비베르 살차스(acı biber salçası)로 나뉜다.

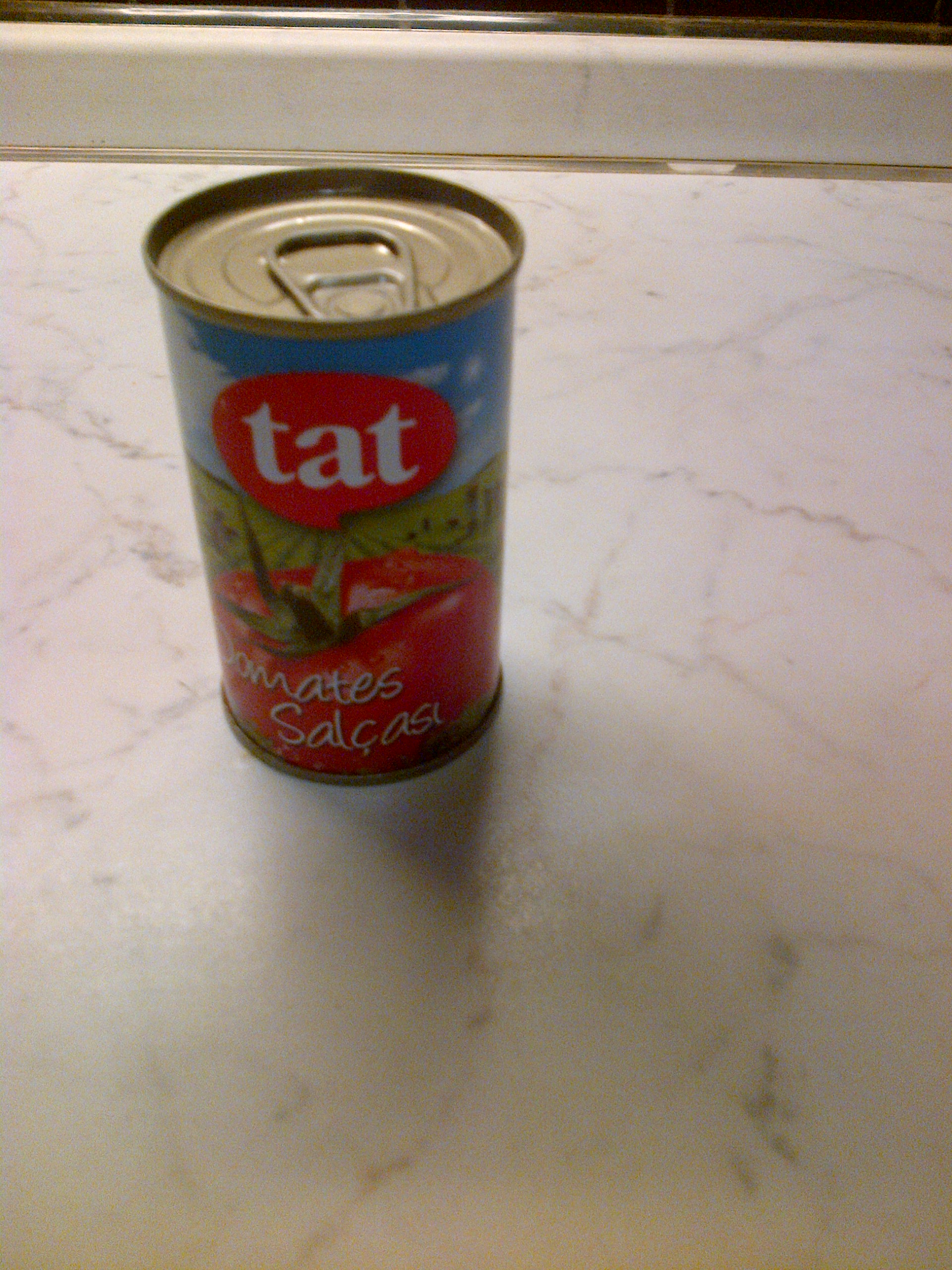
도마테스 살차스
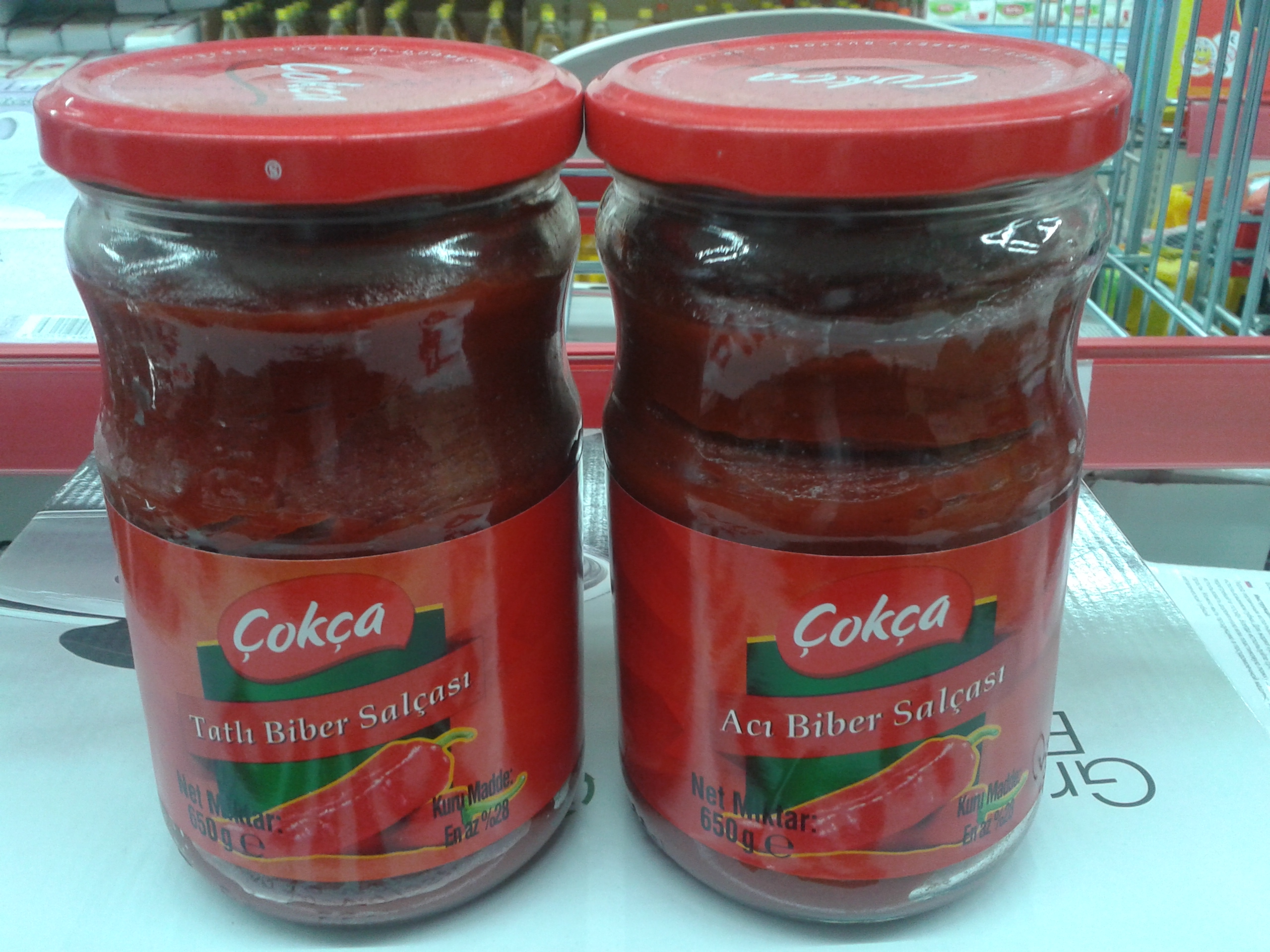
타틀르 비베르 살차스와 아즈 비베르 살차스

## 같이 보기
- 고추장
- 토마토 페이스트